# Filmografia di Christopher Lee

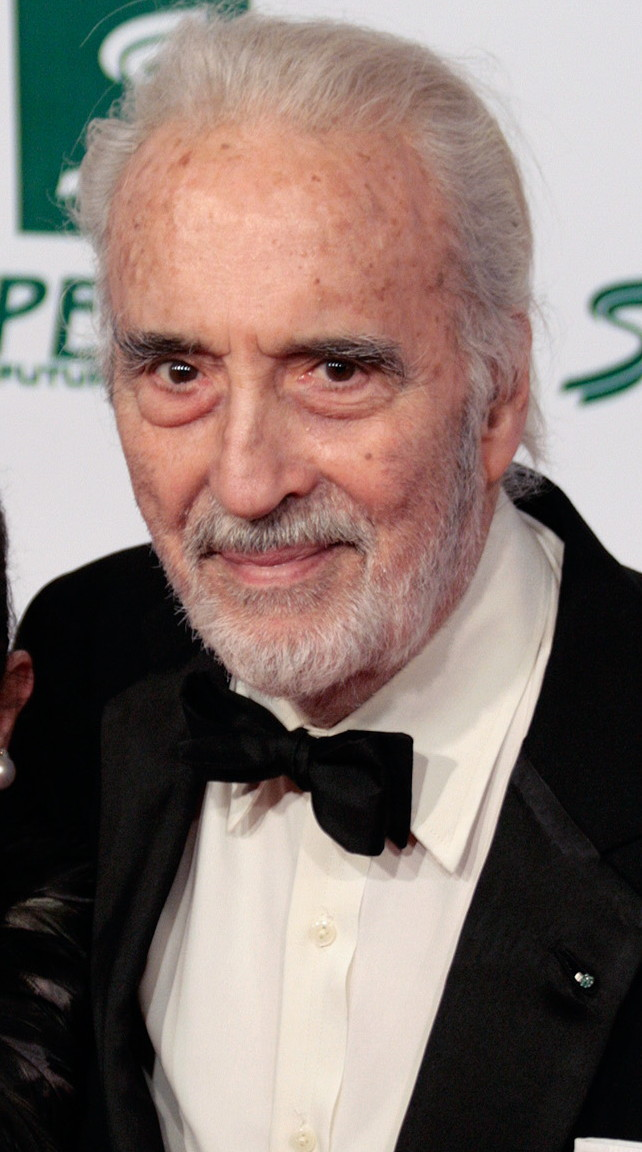
Christopher Lee ai Women's World Awards 2009.

Christopher Lee è stato un attore e cantante britannico. Nella quasi settantennale carriera, ha ricoperto molti ruoli, principalmente quello dell'antagonista. Tra i personaggi più noti da lui interpretati, vi sono Dracula (che ha interpretato per dodici volte), il Conte Dooku nella trilogia prequel di Guerre stellari, e lo stregone Saruman il Bianco nelle trilogie de Il Signore degli Anelli e de Lo Hobbit. Ha inoltre interpretato Francisco Scaramanga in Agente 007 - L'uomo dalla pistola d'oro (1974).

## Filmografia

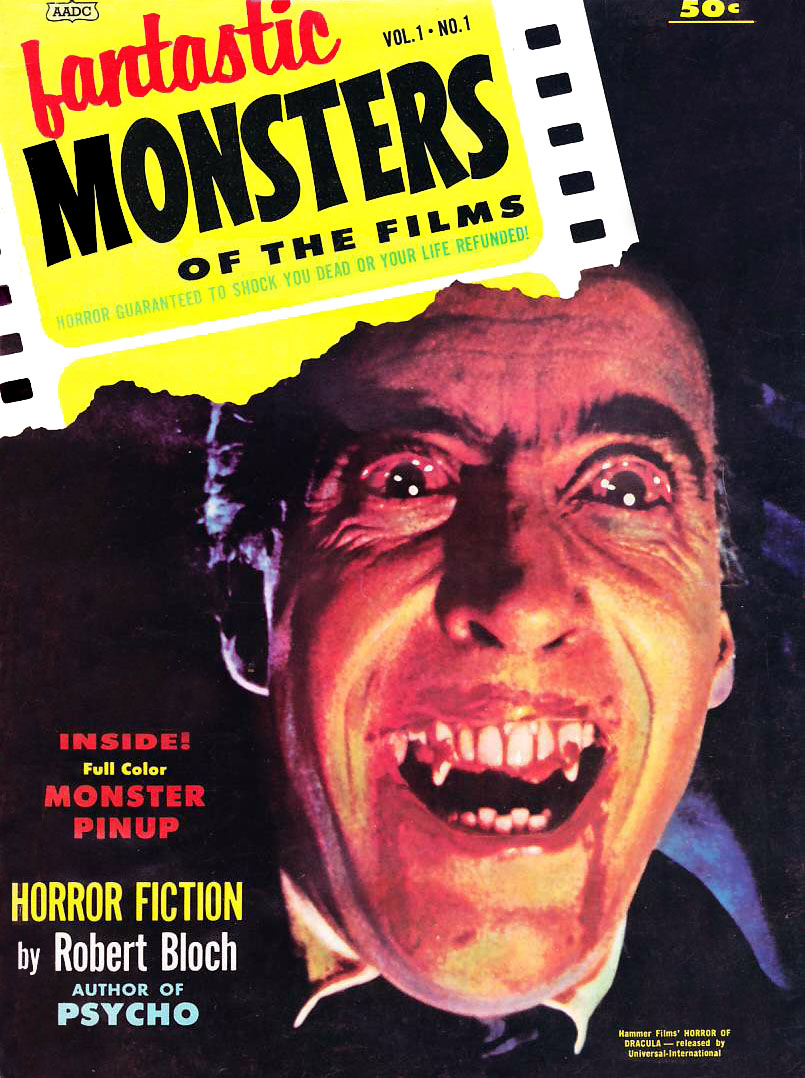
Christopher Lee nei panni di Dracula, nella cover di Fantastic Monsters of the Films

### Cinema
- Il mistero degli specchi (Corridor of Mirrors), regia di Terence Young (1948)
- One Night with You, regia di Terence Young (1948)
- Amleto (Hamlet), regia di Laurence Olivier (1948)
- A Song for Tomorrow, regia di Terence Fisher (1948)
- Penny and the Pownall Case, regia di Slim Hand (1948)
- La tragedia del capitano Scott (Scott of the Antarctic), regia di Charles Frend (1948)
- Il duca e la ballerina (Trottie True), regia di Brian Desmond Hurst (1949)
- They Were Not Divided, regia di Terence Young (1950)
- Prelude to Fame, regia di Fergus McDonell (1950)
- Le avventure del capitano Hornblower, il temerario (Captain Horatio Hornblower R. N.), regia di Raoul Walsh (1951)
- La valle delle aquile (Valley of Eagles), regia di Terence Young (1951)
- Il corsaro dell'isola verde (The Crimson Pirate), regia di Robert Siodmak (1952)
- Zitto e... mosca (Top Secret), regia di Mario Zampi (1952)
- Paul Temple Returns, regia di Maclean Rogers (1952)
- Babes in Bagdad, regia di Jerónimo Mihura e Edgar G. Ulmer (1952)
- Moulin Rouge, regia di John Huston (1952)
- Provinciali a Parigi (Innocents in Paris), regia di Gordon Parry (1953)
- Destination Milan, regia di Leslie Arliss, John Gilling e Lawrence Huntington (1954)
- La principessa di Mendoza (That Lady), regia di Terence Young (1955)
- Il vendicatore nero (The Dark Avenger), regia di Henry Levin (1955)
- Police Dog, regia di Derek N. Twist (1955)
- Sopravvissuti: 2 (The Cockleshell Heroes), regia di José Ferrer (1955)
- Alias John Preston, regia di David MacDonald (1955)
- Tempesta sul Nilo (Storm Over the Nile), regia di Zoltán Korda (1955)
- Operazione fifa (Private's Progress), regia di John Boulting (1956)
- Porto Africa (Port Afrique), regia di Rudolph Maté (1956)
- Oltre Mombasa (Beyond Mombasa), regia di George Marshall (1956)
- La battaglia di Rio della Plata (The Battle of the River Plate), regia di Michael Powell e Emeric Pressburger (1956)
- Colpo di mano a Creta (Ill Met by Moonlight), regia di Michael Powell e Emeric Pressburger (1957)
- L'assassino colpisce a tradimento (The Traitor), regia di Michael McCarthy (1957)
- Indagine pericolosa (Fortune Is a Woman), regia di Sidney Gilliat (1957)
- La maschera di Frankenstein (The Curse of Frankenstein), regia di Terence Fisher (1957)
- Vittoria amara (Bitter Victory), regia di Nicholas Ray (1957)
- The Truth About Women, regia di Muriel Box (1957)
- Verso la città del terrore (A Tale of Two Cities), regia di Ralph Thomas (1958)
- Dracula il vampiro (Dracula), regia di Terence Fisher (1958)
- La battaglia del V-1 (The Battle of the V.1), regia di Vernon Sewell (1958)
- Prima dell'anestesia (Corridors of Blood), regia di Robert Day (1958)
- La furia dei Baskerville (The Hound of the Baskervilles), regia di Terence Fisher (1959)
- L'uomo che ingannò la morte (The Man Who Could Cheat Death), regia di Terence Fisher (1959)
- Larry, agente segreto (The Treasure of San Teresa), regia di Alvin Rakoff (1959)
- La mummia (The Mummy), regia di Terence Fisher (1959)
- Tempi duri per i vampiri, regia di Steno (1959)
- Londra a mezzanotte (Too Hot to Handle), regia di Terence Young (1960)
- La città dei morti (The City of the Dead), regia di John Llewellyn Moxey (1960)
- Beat Girl, regia di Edmond T. Gréville (1960)
- Il mostro di Londra (The Two Faces of Dr. Jekyll), regia di Terence Fisher (1960)
- Le mani dell'altro (The Hands of Orlac), regia di Edmond T. Greville (1960)
- Il terrore dei Tongs (The Terror of the Tongs), regia di Anthony Bushell (1961)
- La casa del terrore (Taste of Fear), regia di Seth Holt (1961)
- Il segreto del narciso d'oro (Das Geheimnis der gelben Narzissen), regia di Ákos von Ráthonyi (1961)
- Ercole al centro della Terra, regia di Mario Bava (1961)
- L'enigma dell'orchidea rossa (Das rätsel der roten Orchidee), regia di Helmut Ashley (1962)
- I pirati del fiume rosso (The Pirates of Blood River), regia di John Gilling (1962)
- Codice ZX3 controspionaggio! (The Devil's Agent), regia di John Paddy Carstairs (1962)
- Sherlock Holmes - La valle del terrore (Sherlock Holmes und das Halsband des Todes), regia di Terence Fisher e Frank Winterstein (1962)
- Stranglehold, regia di Lawrence Huntington (1963)
- Sfida al diavolo, regia di Nello Vegezzi (1963)
- La vergine di Norimberga, regia di Antonio Margheriti (1963)
- La frusta e il corpo, regia di John M. Old (1963)
- La nave del diavolo (The Devil-Ship Pirates), regia di Don Sharp (1964)
- La cripta e l'incubo, regia di Camillo Mastrocinque (1964)
- Il castello dei morti vivi, regia di Herbert Wise e Warren Kiefer (1964)
- Lo sguardo che uccide (The Gorgon), regia di Terence Fisher (1964)
- Le cinque chiavi del terrore (Dr. Terror's House of Horrors), regia di Freddie Francis (1965)
- La dea della città perduta (She), regia di Robert Day (1965)
- Il teschio maledetto (The Skull), regia di Freddie Francis (1965)
- Fu Manchu A.S.3 - Operazione tigre (The Face of Fu Manchu), regia di Don Sharp (1965)
- Dracula, principe delle tenebre (Dracula: Prince of Darkness), regia di Terence Fisher (1966)
- Rasputin, il monaco folle (Rasputin: The Mad Monk), regia di Don Sharp (1966)
- Il lungo coltello di Londra (Circus of Fear), regia di John Llewellyn Moxey (1966)
- Il giorno dei fazzoletti rossi (The Brides of Fu Manchu), regia di Don Sharp (1966)
- Demoni di fuoco (Night of the Big Heat), regia di Terence Fisher (1967)
- La vendetta di Fu Manchu (The Vengeance of Fu Manchu), regia di Jeremy Summers (1967)
- Il teatro della morte (Theatre of Death), regia di Samuel Gallu (1967)
- I cinque draghi d'oro (Five Golden Dragons), regia di Jeremy Summers (1967)
- La tredicesima vergine (Die Schlangengrube und das Pendel), regia di Harald Reinl (1967)
- The Devil Rides Out, regia di Terence Fisher (1968)
- Hula Hula, la femmina della giungla (The Face of Eve), regia di Robert Lynn e Jeremy Summers (1968)
- The Blood of Fu Manchu, regia di Jesús Franco (1968)
- Le amanti di Dracula (Dracula Has Risen from the Grave), regia di Freddie Francis (1968)
- Black Horror - Le messe nere (Curse of the Crimson Altar), regia di Vernon Sewell (1968)
- Il castello di Fu Manchu, regia di Jesus Franco (1969)
- La rossa maschera del terrore (The Oblong Box), regia di Gordon Hessler (1969)
- Le incredibili avventure del signor Grand col complesso del miliardo e il pallino della truffa (The Magic Christian), regia di Joseph McGrath (1969)
- Il trono di fuoco (The Bloody Judge), regia di Jesús Franco (1969)
- Philosophy in the Boudoir, regia di Jesús Franco (1969)
- Terrore e terrore (Scream and Scream Again), regia di Gordon Hessler (1970)
- Il conte Dracula (Count Dracula), regia di Jesús Franco (1970)
- Controfigura per un delitto (One More Time), regia di Jerry Lewis (1970)
- Una messa per Dracula (Taste the Blood of Dracula), regia di Peter Sasdy (1970)
- 23 pugnali per Cesare (Julius Caesar), regia di Stuart Burge (1970)
- Vita privata di Sherlock Holmes (The Private Life of Sherlock Holmes), regia di Billy Wilder (1970)
- Il marchio di Dracula (Scars of Dracula), regia di Roy Ward Baker (1970)
- Umbracle, regia di Pere Portabella (1970)
- La casa che grondava sangue (The House That Dripped Blood), regia di Peter Duffell (1971)
- La vera storia del dottor Jekyll (I, Monster), regia di Stephen Weeks (1971)
- La texana e i fratelli Penitenza (Hannie Caulder), regia di Burt Kennedy (1971)
- Cuadecuc, vampir, regia di Pere Portabella (1971)
- 1972: Dracula colpisce ancora! (Dracula A.D. 1972), regia di Alan Gibson (1972)
- Horror Express (Horror Express), regia di Eugenio Martín (1972)
- La scala della follia (Dark Places), regia di Don Sharp (1973)
- Il cervello dei morti viventi (Nothing But the Night), regia di Peter Sasdy (1973)
- Il terrore viene dalla pioggia (The Creeping Flesh), regia di Freddie Francis (1973)
- I satanici riti di Dracula (The Satanic Rites of Dracula), regia di Alan Gibson (1973)
- The Wicker Man (The Wicker Man), regia di Robin Hardy (1973)
- I tre moschettieri (The Three Musketeers), regia di Richard Lester (1973)
- Non prendete quel metrò (Death Line), regia di Gary Sherman (1973)
- Milady (The Four Musketeers), regia di Richard Lester (1974)
- Agente 007 - L'uomo dalla pistola d'oro (The Man with the Golden Gun) (1974)
- Le Boucher, la star et l'orpheline, regia di Jérôme Savary (1975)
- Killer Commando - Per un pugno di diamanti (Killer Force), regia di Val Guest (1976)
- Una figlia per il diavolo (To the Devil a Daughter), regia di Peter Sykes (1976)
- Con la bava alla bocca (Albino), regia di Jürgen Goslar (1976)
- Dracula padre e figlio (Dracula père et fils), regia di Édouard Molinaro (1976)
- The Keeper - Il custode (The Keeper), regia di T.Y. Drake (1976)
- Morak - Il potere dell'occulto (Meatcleaver Massacre), regia di Evan Lee (1977)
- Airport '77 (Airport '77), regia di Jerry Jameson (1977)
- End of the World, regia di John Hayes (1977)
- Starship Invasions, regia di Ed Hunt (1977)
- Ritorno dall'ignoto (Return from Witch Mountain), regia di John Hough (1978)
- Messaggi da forze sconosciute (Circle of Iron), regia di Richard Moore (1978)
- Caravans (Caravans), regia di James Fargo (1978)
- Casablanca Passage (The Passage), regia di J. Lee Thompson (1979)
- Avventura araba (Arabian Adventure), regia di Kevin Connor (1979)
- Nel mirino del giaguaro (Jaguar Lives!), regia di Ernest Pintoff (1979)
- L'isola della paura (Bear Island), regia di Don Sharp (1979)
- 1941 - Allarme a Hollywood (1941), regia di Steven Spielberg (1979)
- Serial, regia di Bill Persky (1980)
- La salamandra (The Salamander), regia di Peter Zinner (1981)
- Triade chiama Canale 6 (An Eye for an Eye), regia di Steve Carver (1981)
- Il rollerboy (Desperate Moves), regia di Ovidio G. Assonitis (1981)
- Il rally più pazzo d'Africa (Safari 3000), regia di Harry Hurwitz (1982)
- La casa delle ombre lunghe (House of the Long Shadows), regia di Pete Walker (1983)
- The Return of Captain Invincible, regia di Philippe Mora (1983)
- Un allegro albergo (The Rosebud Beach Hotel), regia di Harry Hurwitz (1984)
- Howling II - L'ululato (Howling II: Your Sister Is a Werewolf), regia di Philippe Mora (1985)
- Jocks, regia di Steve Carver (1986)
- Mio in the Land of Faraway, regia di Vladimir Grammatikov (1987)
- The Girl, regia di Arne Mattsson (1987)
- Dark Mission, regia di Jesus Franco (1988)
- Mask of Murder, regia di Arne Mattsson (1988)
- Il ritorno dei tre moschettieri (The Return of the Musketeers), regia di Richard Lester (1989)
- La chute des aigles, regia di Jesus Franco (1989)
- Il fascino dell'omicidio (Murder Story), regia di Eddie Arno e Markus Innocenti (1989)
- Nella buona e nella cattiva sorte (Honeymoon Academy), regia di Gene Quintano (1989)
- L'avaro, regia di Tonino Cervi (1990)
- Gremlins 2 - La nuova stirpe (Gremlins 2: The New Batch), regia di Joe Dante (1990)
- Il ladro dell'arcobaleno (The Rainbow Thief), regia di Alejandro Jodorowsky (1990)
- Shogun Mayeda (Kabuto), regia di Gordon Hessler (1991)
- Curse III: Blood Sacrifice, regia di Sean Barton (1991)
- Jackpot, regia di Mario Orfini (1992)
- Funny Man, regia di Simon Sprackling (1994)
- Scuola di polizia - Missione a Mosca (Police Academy: Mission to Moscow), regia di Alan Metter (1994)
- Festa di mezzanotte - L'invito è a sorpresa (A Feast at Midnight), regia di Justin Hardy (1994)
- The Stupids, regia di John Landis (1996)
- Talos - L'ombra del faraone (Tale of the Mummy), regia di Russell Mulcahy (1998)
- Jinnah, regia di Jamil Dehlavi (1998)
- Il mistero di Sleepy Hollow (Sleepy Hollow), regia di Tim Burton (1999)
- Il Signore degli Anelli - La Compagnia dell'Anello (The Lord of the Rings: The Fellowship of the Ring), regia di Peter Jackson (2001)
- Star Wars - Episodio II - L'attacco dei cloni (Star Wars: Episode II - Attack of the Clones), regia di George Lucas (2002)
- Il Signore degli Anelli - Le due torri (The Lord of the Rings: The Two Towers), regia di Peter Jackson (2002)
- Il Signore degli Anelli - Il ritorno del re - (edizione estesa) (The Lord of the Rings: The Return of the King), regia di Peter Jackson (2003)
- I fiumi di porpora 2 - Gli angeli dell'Apocalisse (Les rivières pourpres II - Les anges de l'apocalypse), regia di Olivier Dahan (2004)
- Star Wars - Episodio III - La vendetta dei Sith (Star Wars: Episode III - Revenge of the Sith), regia di George Lucas (2005)
- The Adventures of Greyfriars Bobby, regia di John Henderson (2005)
- La fabbrica di cioccolato (Charlie and the Chocolate Factory), regia di Tim Burton (2005)
- La bussola d'oro (The Golden Compass), regia di Chris Weitz (2007)
- Tradire è un'arte - Boogie Woogie (Boogie Woogie), regia di Duncan Ward (2009)
- Triage, regia di Danis Tanović (2009)
- Glorious 39, regia di Stephen Poliakoff (2009)
- The Heavy (The Heavy), regia di Marcus Warren (2010)
- Ladri di cadaveri - Burke & Hare (Burke & Hare), regia di John Landis (2010) – cameo
- L'ultimo dei Templari (Season of the Witch), regia di Dominic Sena (2011)
- The Resident, regia di Antti Jokinen (2011)
- The Wicker Tree regia di Robin Hardy (2011)
- Hugo Cabret (Hugo), regia di Martin Scorsese (2011)
- Dark Shadows, regia di Tim Burton (2012) – cameo
- Lo Hobbit - Un viaggio inaspettato (The Hobbit: An Unexpected Journey), regia di Peter Jackson (2012)
- Treno di notte per Lisbona (Night Train to Lisbon), regia di Bille August (2013)
- The Girl from Nagasaki, regia di Michel Comte e Ayako Yoshida (2013)
- Lo Hobbit - La battaglia delle cinque armate (The Hobbit - The Battle of the Five Armies), regia di Peter Jackson (2014)

### Televisione
- Douglas Fairbanks, Jr., Presents – serie TV, 16 episodi (1953-1956)
- Tales of Hans Anderson – serie TV, 4 episodi (1954-1955)
- Moby Dick Rehearsed, regia di Orson Welles – film TV (1955)
- The Vise – serie TV, episodi 1x16-1x34-2x02 (1955)
- Colonnello March (Colonel March of Scotland Yard) – serie TV, episodio 1x04 (1956)
- The Adventures of Aggie – serie TV, episodio 1x12 (1956)
- The Adventures of the Scarlet Pimpernel – serie TV, episodio 1x07 (1956) – non accreditato
- Sailor of Fortune – serie TV, episodi 2x05-2x10 (1956)
- The Errol Flynn Theatre – serie TV, 4 episodi (1956-1957)
- Assignment Foreign Legion – serie TV, episodi 1x12-1x20 (1956-1957)
- The Gay Cavalier – serie TV, episodio 1x03 (1957)
- O.S.S. – serie TV, episodio 1x17 (1958)
- Ivanhoe – serie TV, episodio 1x07 (1958)
- White Hunter – serie TV, episodio 1x22 (1958)
- Guglielmo Tell – serie TV, episodio 1x21 (1958)
- Tales of the Vikings – serie TV, 1 episodio (1960)
- Alcoa Presents: One Step Beyond – serie TV, episodio 3x31 (1961)
- L'ora di Hitchcock (The Alfred Hitchcock Hour) – serie TV, episodio 2x27 (1964)
- Agente speciale (The Avengers) – serie TV, episodi 5x10-6x21 (1967-1969)
- Light Entertainment Killers, regia di Charles Crichton e James Hill – film TV (1969)
- Poor Devil, regia di Robert Scheerer – film TV (1973)
- Great Mysteries – serie TV, episodio 1x02 (1973)
- Diagnosi: morte (Diagnosis: Murder), regia di Sidney Hayers – film TV (1974)
- Spazio 1999 (Space: 1999) – serie TV, episodio 1x02 (1976)
- Alla conquista del West (How the West Was Won) – miniserie TV (1978)
- The Pirate, regia di Ken Annakin – film TV (1978)
- Captain America II: Death Too Soon, regia di Ivan Nagy – film TV (1979)
- C'era due volte... (Once Upon a Spy), regia di Ivan Nagy – film TV (1980)
- Charlie's Angels – serie TV, episodio 5x01 (1980)
- Evil Stalks This House, regia di Gordon Hessler – film TV (1981)
- Goliath Awaits, regia di Kevin Connor – film TV (1981)
- Massarati and the Brain, regia di Harvey Hart – film TV (1982)
- Carlo e Diana - Una storia d'amore (Charles and Diana: A Royal Love Story), regia di James Goldstone – film TV (1982)
- Padiglioni lontani (The Far Pavilions), regia di Peter Duffell – miniserie TV (1984)
- Nel regno delle fiabe (Shelley Duvall's Faerie Tale Theatre) – serie TV, episodio 3x07 (1984)
- Un métier du seigneur, regia di Édouard Molinaro – film TV (1986)
- The Disputation, regia di Geoffrey Sax – film TV (1986)
- The Mind of David Berglas – serie TV, episodio 1x01 (1986)
- Shaka Zulu – miniserie TV (1986)
- Shaka Zulu, regia di William C. Faure – film TV (1987)
- Il giro del mondo in 80 giorni (Around the World in 80 Days), regia di Buzz Kulik – miniserie TV (1989)
- La rivoluzione francese (La révolution française), regia di Robert Enrico e Richard T. Heffron – miniserie TV (1989)
- The Care of Time, regia di John Davies – film TV (1990)
- L'isola del tesoro (Treasure Island), regia di Fraser Clarke Heston – film TV (1990)
- Sherlock Holmes and the Leading Lady, regia di Peter Sasdy – film TV (1991)
- Double Vision, regia di Robert Knights – film TV (1992)
- Le avventure del giovane Indiana Jones (The Young Indiana Jones Chronicles) – serie TV, episodio 2x01 (1992)
- Sherlock Holmes e l'incidente a Victoria Road (Sherlock Holmes: Incident at Victoria Falls), regia di Bill Corcoran – film TV (1992)
- Death Train, regia di David Jackson – film TV (1993)
- I racconti del mistero e del terrore (Tales of Mystery and Imagination) – serie TV, 5 episodi (1995)
- The Tomorrow People – serie TV, 5 episodi (1995)
- Mosè (Moses), regia di Roger Young – film TV (1995)
- Sorellina e il principe del sogno, regia di Lamberto Bava – miniserie TV (1996)
- Ivanhoe, regia di Stuart Orme – miniserie TV (1997)
- L'Odissea (The Odyssey), regia di Andrej Končalovskij – miniserie TV (1997)
- Le nuove avventure di Robin Hood (The New Adventures of Robin Hood) – serie TV, 6 episodi (1997-1998)
- Gormenghast, regia di Andy Wilson – miniserie TV (2000)
- In the Beginning - In principio era (In the Beginning), regia di Kevin Connor – film TV (2000)
- Ghost Stories for Christmas, regia di Eleanor Yule – miniserie TV (2000) – voce di M.R James
- Les redoutables – serie TV (2001)
- Giovanni Paolo II (Pope John Paul II), regia di John Kent Harrison – film TV (2005)

### Doppiatore
- Manuela, regia di Guy Hamilton (1957)
- Dieci piccoli indiani (Ten Little Indians), regia di George Pollock (1965) – non accreditato
- Nutcracker Fantasy, regia di Takeo Nakamura – film di animazione (1979) – voce di Uncle Drosselmeyer, Puppeteer, Street Singer, Watchmaker
- L'ultimo unicorno (The Last Unicorn), regia di Jules Bass e Arthur Rankin, Jr. (1982) – voce di Re Haggard (anche nella versione tedesca)
- Welcome to the Discworld – cortometraggio di animazione per la TV (1996) – voce di Death
- Soul Music, regia di Jean Flynn – film TV di animazione (1997) – voce di Death
- Wyrd Sisters, regia di Jean Flynn – miniserie TV di animazione (1997) – voce di Death
- La sposa cadavere (Corpse Bride), regia di Tim Burton e Mike Johnson – film di animazione (2005) – voce del Pastore Galswells
- The Colour of Magic, regia di Vadim Jean – film TV (2008) – voce di Death
- Star Wars: The Clone Wars (Star Wars: The Clone Wars), regia di Dave Filoni – film di animazione (2008) – voce del conte Dooku
- Alice in Wonderland (Alice in Wonderland), regia di Tim Burton (2010) – voce di Ciciarampa

### Videogiochi
- The Rocky Horror Interactive Show (1999) – Narratore
- Il Signore degli Anelli: La battaglia per la Terra di Mezzo (2004) – voce di Saruman
- Kingdom Hearts II (2005) – voce di Ansem il Saggio/Diz
- Il Signore degli Anelli: La battaglia per la Terra di Mezzo 2: L'ascesa del Re stregone (2006) – voce di Saruman
- Kingdom Hearts Re:Chain of Memories (2007) – voce di Diz
- Kingdom Hearts 358/2 Days (2009) – voce di Ansem il Saggio/Diz
- LEGO Lo Hobbit (2014) – narratore – non accreditato

### Cortometraggi
- Crossroads, regia di John Fitchen (1955)
- New Magic, regia di Douglas Trumbull (1983)